# زاهر جبارين
زاهر جبارين واسمه الكامل زاهر علي موسى جبرين (11 سبتمبر 1968 في سلفيت – ) سياسي فلسطيني وأحد أعضاء حركة حماس، وعضو المكتب السياسي لحركة حماس منذ عام 2021.

## حياته
وُلد زاهر جبارين في مدينة سلفيت عام 1968. تلقى تعليمه المدرسي في المدينة ومن ثم انتقل لدراسة درجة البكالوريوس في الشريعة الإسلامية بجامعة النجاح الوطنية بنابلس وانضم خلالها إلى الكتلة الإسلامية، إلا أن اعتقاله لم يمكنه من التخرج من الجامعة.
انضم إلى حركة حماس مع تأسيسها عام 1987. اعتقلته إسرائيل عدة مرات خلال الانتفاضة الفلسطينية الأولى لنشاطه السياسي ولاحقًا أفرجت عنه.
في بداية عقد 1990، ساهم في تأسيس كتائب الشهيد عز الدين القسام في شمال الضفة الغربية وعُرف عنه بتنظيمه ليحيى عياش، وتشكيل خلايا مناهضة للاحتلال الإسرائيلي.
عام 1993 أُعيد اعتقاله وحُكم عليه بالسجن المؤبد. أُفرج عنه ضمن صفقة تبادل الأسرى عام 2011 وأُبعد إلى سوريا. خلال تواجده بالسجن، ترجم عدة كتب عبرية إلى العربية.
تولى ملف الأسرى في حركة حماس، ولاحقًا ملف الشؤون المالية.
عام 2019، فرضت واشنطن عقوبات مباشرة على جبارين.
في عام 2021، انتخب عضوًا في المكتب السياسي لحركة حماس، ونائبًا لرئيس إقليم حركة حماس في الضفة الغربية للدورة 2021–2025.
خلال الحرب الفلسطينية الإسرائيلية 2023–2024، كان أحد أعضاء وفد التفاوض حول الهدنة ووقف إطلاق النار.
بعد اغتيال صالح العاروري في 2 يناير 2024، أصبح قائمًا بأعمال رئيس حركة حماس بالضفة الغربية.